# Martin-Baker M.B.3
Martin-Baker M.B.3 byl prototyp britského jednomístného jednomotorového stíhacího dolnoplošníku z období druhé světové války.

## Vývoj
Letoun vznikl na základě specifikací ministerstva letectví č. F.18/39 z roku 1939. Očekávala se rychlost nad 644 km/h ve výšce 4575 m, dostup minimálně 10 675 m a vytrvalost 30 min při letu na plný plyn. Vzletová hmotnost neměla přesáhnout 5450 kg.
Konstruktér společnosti Martin-Baker James Martin koncipoval nový letoun tak, aby požadované parametry předstihoval při současné technologické jednoduchosti případné velkovýroby. Zároveň se dbalo na maximální úsporu deficitních surovin, především hliníku.
Ze dvou objednaných prototypů zalétal kapitán Valentine Henry Baker 31. srpna 1942 jen jediný postavený prototyp M.B.3 (R2492). Pohon aerodynamicky jemného dolnoplošníku zajišťoval čtyřiadvacetiválec do ležatého H Napier Sabre II o výkonu 1485 kW, pohánějící třílistou automaticky stavitelnou vrtuli. Jednomístný kokpit, umístěný na úrovni odtokové hrany křídla, měl v prvním provedení kryt přecházející do vysoké zadní části trupu, splývající s kýlovou plochou. Tento prvek byl následně odstraněn, trup za kabinou se snížil a kryt kokpitu dostal kapkovitý tvar. Hlavňovou výzbroj tvořila trojice kanónů British Hispano ráže 20 mm v každé polovině křídla se zásobou 200 nábojů každý. Během letových testů byly zbraně demontovány.
Samotné zkoušky M.B.3 trvaly do 12. září 1942, kdy prototypu během přistávacího manévru vysadil motor a během nouzového přistání byl stroj zničen a jeho pilot Valentine Baker přišel o život. Druhý nedostavěný prototyp M.B.3 měl posloužit k zástavbě motoru Rolls-Royce Griffon, kdy se mělo jeho označení změnit na M.B.4. Nakonec padlo rozhodnutí celou koncepci výrazně přepracovat. Křídlo a podvozek byly nakonec použity pro prototyp Martin-Baker M.B.5 s motorem Griffon 83 a protiběžnými vrtulemi.

## Specifikace

Třípohledový nákres M.B.3

Údaje podle

### Technické údaje
- Osádka: 1
- Rozpětí: 10,68 m
- Délka: 10,78 m
- Výška: 4,75 m
- Nosná plocha: 24,43 m²
- Vzletová hmotnost: 5220 kg
- Pohonná jednotka: 1 × kapalinou chlazený dvacetičtyřválcový motor s válci do H Napier Sabre II
- Výkon pohonné jednotky: 1 485 kW (1 991 hp)

### Výkony
- Maximální rychlost u země: 550 km/h
- Maximální rychlost v 6100 m: 668 km/h
- Cestovní rychlost v 4575 m: 595 km/h
- Stoupavost u země: 22,1 m/s
- Dostup: 10 980 m
- Vytrvalost: 2,5 h

### Výzbroj
- 6 × automatický kanón British Hispano ráže 20 mm